# Mahir Sağlık
Mahir Sağlık (Paderborn, 18 gennaio 1983) è un ex calciatore tedesco naturalizzato turco, di ruolo attaccante.

## Palmarès

### Individuale
- Capocannoniere della 2. Fußball-Bundesliga: 1

2013-2014 (15 gol, a pari merito con Jakub Sylvestr)
- Capocannoniere della coppa ungherese: 1

2016-2017 (7 gol)